# メルス
メルス（ラテン文字翻字表記: mirsu、mersu、mirisu、ミルス、ミリス）はメソポタミアとその周辺で発達した古代文明において調理されていたデーツ、オイル、バター、スパイスなどから作られる菓子である。

## 史料に登場するメルス
楔形文字を刻んださまざまな年代の粘土板文書に複数の記述が確認されているが、これらは支給書、納入書、受領書、神殿目録などの行政・商業・宗教記録における言及で、調理人の視点で記述されるいわゆる料理本にあたる史料はなく、実際の詳しいレシピはわかっていない。また特定の菓子を指しているのか、菓子全体を指しているのか諸説が存在している。
紀元前22世紀から紀元前21世紀に繁栄したウル第三王朝の史料では、神殿の門への奉納品としてニンダメルス（ninda mersu）という穀物粉と違った種類の油（ギーなど）、そしてその他の材料を加えることが出来ると言う菓子またはパンが記録されている。
紀元前18世紀、都市国家バビロンの第6代王であり、ハンムラビ法典で有名なハンムラビの統治時代に、シン・ムバリットの娘でハンムラビの姉妹であるイルタニがシッパルにあるマムーとブネネの神殿へ供物として焼き菓子メルスを2回奉納したことが記録されている。

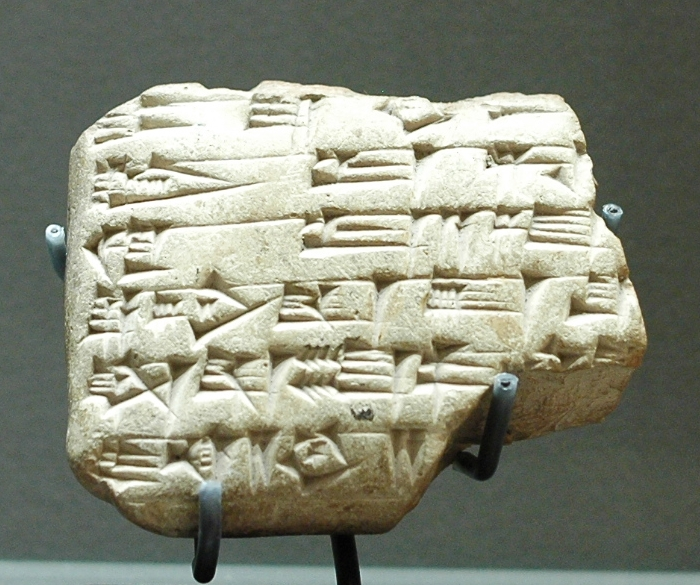
楔形文字が刻まれたジムリ・リムの粘土板（メルスへの言及はない参考写真）

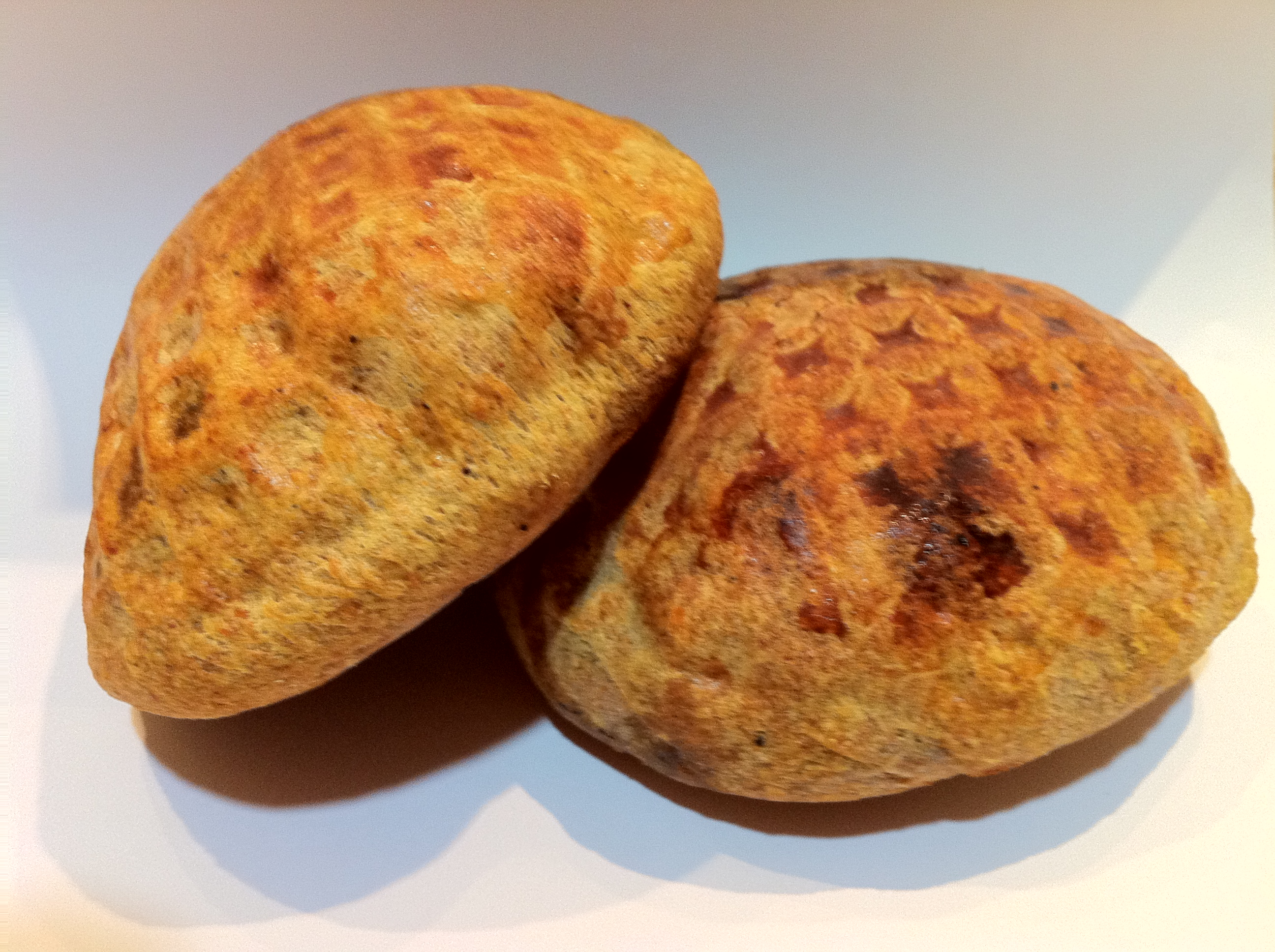
現代の焼き菓子クレイチャ（イラクに近いサウジアラビアで作られた参考写真）

紀元前1750年代のジムリ・リム王の粘土板文書（マリ文書）が、ユーフラテス川の西岸に位置し、現代のシリア東部で発掘された古代都市国家マリの遺跡から2万5千枚以上出土し、その中にメルスへの言及があった。また発掘の際、現代のイラクやサウジアラビアで食される焼き菓子クレイチャの調理の際に使用される皿状モールドに大変良く似た粘土製の菓子用モールドも台所隣接の小部屋から48枚出土した。現代のモールドは突起状に模様が付いた皿に穀物粉ベースの生地を円を描くように軽く押し当てて生地の表面に模様を付けるのに使用される。ただし、マリの菓子用モールドが具体的にどのような使われたのかや、現代のモールドと結び付ける証拠はまだない。
1ガルのデーツ、
そして10シラのピスタチオ、
メルス調理のため。

王の食事。
これはジムリ・リムに出されるメルス調理のために、宮廷調理人へ食材を届けた際の受領書に記されていた。別の記録ではデーツ、ナッツ類、スパイスのクミンやコリアンダーがメルス調理のために宮廷料理人に届けられる記録も残されていた。
ジムリ・リムはメルスをこよなく愛し、8人のša mersiまたはsha mersimと呼ばれるメルス調理に専科した料理人を抱えていた。王が宴会を催す際には客人のために多量のメルスを用意した。
なお、ジムリ・リム王は、ハンムラビに攻め入られ、マリ王国は消滅している。
紀元前911年から紀元前609年の新アッシリア帝国時代におけるアッシュール神殿へ捧げる毎日の供物目録にパンのメルスの記述がみられた。動物性の供物の後に記された植物性の供物は、主に穀物、胡麻、果物、ハチミツに分けられており、メルスは穀物に分類されていた。
紀元前7世紀から紀元前2世紀ごろ（新バビロニア時代からセレウコス朝時代）、ウルクにあるベルトゥ・シャ・レーシュ神殿に捧げられた供物の中にメルスの焼き菓子が神殿管理記録（神殿会計文書や供物目録）に記されていた。
それ以外にもさまざまな史料に登場し、その他の材料にはビール、イチジク、干しブドウ、リンゴなどが含まれていた。

## 再現の試み
少なくとも1,500年以上に渡って神殿への供物とされてきたことや、支配階級に食されてきたことからメルスが宗教的にも社会的にも、そして文化的にも重要な食物であることは想像にたやすいが、その実体は未だに研究者の間でも意見の一致をみていない。
ある研究者は甘いパンだとし、他の研究者たちはケーキやプディングではないかとしている。
多くの者がメルスを再現しようと研究者からアマチュア歴史愛好家までさまざまなメルスのレシピを試している。
穀物粉とギーが使われていたということから、現代のクレイチャやマアムールに近い、小麦の生地にデーツやナッツの甘いフィリングを詰めたクッキー状のものや、ジムリ・リムの文献を根拠にミースルには穀物粉が入らないと解釈して、刻んだピスタチオを種を取ったデーツに詰めさらに刻みピスタチオをまぶしたもの、ピスタチオとデーツを刻んでデーツシロップなどで和えたのち小さなボール状に丸め刻みピスタチオをまぶしたものなどが考案されている。